# Чабукиани — Баланчин

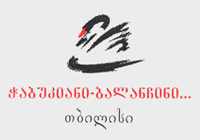
Эмблема Международного фестиваля балетного искусства «Чабукиани-Баланчин...».

Междунаро́дный фестива́ль бале́тного иску́сства «Чабукиа́ни-Баланчи́н...» (англ. «Chabukiani-Balanchine...» International Festival of Ballet Art) — первый в истории грузинского балета фестиваль-конкурс, основанный в 2001 году хореографом, Народным артистом Грузинской ССР Тамазом Вашакидзе.
Автор эмблемы фестиваля — Звиад Циколиа, автор скульптуры Гран-при — Гиа Джапаридзе.

## Первый фестиваль (июнь 2001 года)
Первый фестиваль состоялся в июне 2001 года и был посвящён 85-летию Тбилисского государственного хореографического училища имени В. М. Чабукиани. Сорежиссёром и ведущим фестиваля стал Народный артист Грузинской ССР Коте Махарадзе.
Страны-участники: Франция, Россия, Япония, Азербайджан, Литва, Албания, Грузия.

«Тбилисское государственное хореографическое училище, которое носит имя гениального творца Вахтанга Чабукиани, празднует восьмидесятипятилетний юбилей. Примечательно, что этой дате посвящается первый Международный фестиваль балетного искусства «Чабукиани-Баланчин...»
Если сегодня можно говорить о вкладе Грузии в сокровищницу мирового балета — это в первую очередь заслуга Тбилисского государственного хореографического училища им. Вахтанга Чабукиани.

Выражаю уверенность, что первый Международный фестиваль балетного искусства «Чабукиани-Баланчин...» впишет интересные страницы в историю мирового искусства».— Сесили Гогиберидзе, министр культуры Грузии (из выступления на открытии фестиваля)

«Счастлив поздравить ваш замечательный коллектив с 85-летием со дня основания Тбилисского государственного училища им. В.М. Чабукиани. Имя великого танцовщика, которое носит ваше училище, ко многому обязывает. И отрадно сознавать, что благодаря каждодневным усилиям педагогов слава грузинского хореографического искусства не меркнет и по сей день.
Ваши ученики блистают не только на грузинской сцене, но на многих прославленных сценах мира, в том числе Большого театра России и Мариинского театра.

Желаю вам всяческих успехов на вашем благородном поприще. Сегодня у вас праздник. Первый Международный фестиваль балетного искусства «Чабукиани, Баланчин...», проводимый в Тбилиси и посвящённый этой замечательной дате, уверен, принесёт вам истинную радость встречи с высоким искусством».— М. Е. Швыдкой, министр культуры Российской Федерации (2000—2004), руководитель Федерального агентства по культуре и кинематографии (2004—2008), специальный представитель Президента Российской Федерации по международному культурному сотрудничеству, посол по особым поручениям МИД России, президент АРТ (из выступления на открытии фестиваля)

### Состав жюри фестиваля
- Вера Цигнадзе, нар. арт. Грузии — председатель жюри
- Георгий Алексидзе, нар. арт. Грузии
- Вячеслав Гордеев, нар. арт. СССР
- Этери Гугушвили, засл. деятель искусств Грузии
- Тамаз Вашакидзе, засл. арт. Грузии
- Зураб Кикалеишвили, нар. арт. Грузии
- Мака Махарадзе, засл. арт. Грузии
- Лилиана Митаишвили, нар. арт. Грузии
- Ирина Джандиери, нар. арт. Грузии
- Цискари Баланчивадзе, засл. арт. Грузии
- Анна Церетели, засл. арт. Грузии
- Виталий Ахундов, засл. арт. Азербайджана
- Леонид Надиров, ректор Санкт-Петербургской Академии хореографии

### Обладатели Гран-при фестиваля

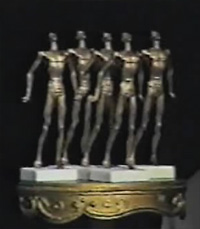
Скульптура Гран-при Международного фестиваля балетного искусства «Чабукиани-Баланчин...»

- Солист Большого театра России Морихиро Ивата
- Легенда грузинского балета, народная артистка Грузии Вера Цигнадзе
- Легенда грузинского балета, народный артист Грузии Зураб Кикалеишвили

### Лауреаты и дипломанты фестиваля
- Даниэль Ларио, Франция
- Леонид Флегматов, Россия
- Нино Гогуа, Грузия
- Габриел Гогуа, Грузия
- Майя Махатели, Грузия
- Лаша Хозашвили, Грузия
- Темур Сулуашвили, Грузия
- Ольга Кузнецова, Грузия
- Виктория Кикабидзе, Грузия
- Майя Илуридзе, Грузия
- Шорена Хаиндрава, Грузия
- Нино Махашвили, Грузия
- Анна Церетели, Грузия — в номинации «Лучший педагог»
- Лариса Чхиквишвили, Грузия — в номинации «Лучший педагог»
- Русудан Абашидзе, Грузия—Аджария — в номинации «Лучший педагог»
- Васико Абашидзе, Грузия—Аджария — в номинации «Лучший педагог»
- Эка Маршаниа, Грузия — в номинации «Лучший дебют»
- Тамара Джашиашвили, Грузия — в номинации «Лучший дебют»
- Гиорги Мшвениерадзе, Грузия — в номинации «Лучший дебют»
- Ладио Агалеу, Албания — в номинации «Лучший танцовщик»
- Наира Рамазанова, Азербайджан — в номинации «Лучшая балерина»
- Тамара Джибути, Грузия — в номинации «Лучшая балерина»
- Морихиро Ивата, Япония-Россия — в номинации «Лучшая постановка»
- Тамаз Вашакидзе, Грузия — в номинации «Лучшая постановка»
- Юргита Дронина, Литва — приз зрительских симпатий
- Тамаз Вашакидзе, Грузия — специальный приз семьи Баланчина